# Termografi

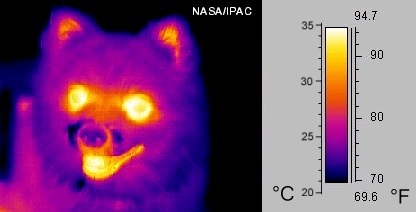
Termogram av hund

Termografi är en avbildningsmetod som bygger på att påvisa små temperaturskillnader mellan bildområden genom den IR-strålning de utsänder. Termografi används även inom astronomi och astrofysik.

## Historik
År 1800 så upptäcker Sir Frederick William Herschel infraröd strålning. Han är en astronom som dessutom upptäckte Uranus 1781
Militären driver på utvecklingen och 1946 ska man ha utvecklat en linjeskanner. Det vill säga en apparat som läser rad för rad och på så vis skriver fram en värmebild. Bilden tog ca 1 timme att framställa men det var startskottet på utvecklingen!
1958 kom den första värmekameran för militärt bruk. Den togs fram av Nils Björk vid Svenska AGA för Bofors.
1965 kom AGA 651 som var den första kameran för kommersiellt bruk.

## Princip
Värmeöverföring kan ske på tre sätt:
- värmestrålning: elektromagnetisk strålning utan hjälp av något material,
- konduktion: värmen leds genom ett material utan att själva materialet flyttar sig,
- konvektion: förflyttning av en vätska eller gas.

Alla objekt med en temperatur över -273,15 grader Celsius (den absoluta nollpunkten) avger värmestrålning. Temperatur är ett mått på molekylernas / atomernas rörelseenergi. Eftersom IR strålning är av samma natur som ljus så rör sig strålningen med ljusets hastighet dvs 300000 km / sekund i vakuum.
Precis som med synligt ljus så reflekteras infraröd strålning beroende på vilka material den stöter på. Vissa material absorberar nästan all strålning medan andra reflekterar det mesta.

## Tillämpningar
Ett smakprov på vad man kan termografera:
El-termografi:

- Elcentraler, ställverk, transformatorer, apparatskåp

Hästar, djur och människor:

- Hitta inflammationer och felbelastningar

Byggnader:

- Värmeläckage, värmegolv, fukt

Industri:

- Processer, lager och motorer, värmeugnar

Säkerhet och övervakning:

- Gränsbevakning, eftersök, larmsystem, se genom brandrök, fordon

Forskning

- Medicinsk forskning